# Nasilje u Jerichu (1967.)
Nasilje u Jerichu, američki vestern iz 1967. godine, poznat kao jedini film u kojem je Dean Martin glumio negativca.

## Sažetak
Milka (Jean Simmons) je udovica. Poduzetnica je i s partnerima se suprotstavlja mjesnom moćniku Alexu Floodu (Dean Martin). Flood ne preže ni pred čim kako bi zavladao gradom i oteo joj posao. Međutim, planove mu pomrse mladi naočiti Dolan (George Peppard) i njegov partner, bivši šerif Ben Hickman (John McIntire).

## Vanjske poveznice
- Nasilje u Jerichu u internetskoj bazi filmova IMDb-a
- Nasilje u Jerichu na RottenTomatoesu
- Nasilje u Jerichu na TCM Movie Databaseu